# آگویخان
آگویخان (به اسپانیایی: Aguijan) یک جزیره در جزایر ماریانای شمالی است که در اقیانوس آرام واقع شده‌است.

## خصوصیات
آگویخان غیرمسکونی می‌باشد و ۱۵۷ متر بالاتر از سطح دریا واقع شده‌است.